# Stefanie Tücking
Stefanie Tücking (Kaiserslautern, 1 de abril de 1962-Baden-Baden, 1 de diciembre de 2018) fue una presentadora, locutora, actriz y editora alemana. Fue una de las locutoras de radio alemanas más famosas.

## Biografía
Creció en su ciudad natal y comenzó a estudiar ingeniería eléctrica. Pero su deseo de convertirse en una periodista creció; congeló sus estudios de ingeniería y se mudó a Baden-Baden.

### Televisión
Obtuvo sus primeras experiencias como presentadora de la estación de TV Musicbox. En enero de 1986, se hizo cargo de Ingolf Lück con la conducción del programa de televisión de música ARD Formula One y se dio a conocer a un público más amplio. En 1987, ganó el Premio Cámara de Oro a la edad de 24 años por su trabajo en el show musical Formula One.
También se vio en otras producciones de televisión. Principalmente ella apareció en programas con referencia musical, pero también con temas deportivos. Ella también apareció varias veces en el programa La Escena del Crimen. En la década de 1990 estuvo en la conducción la transmisión diaria de WDR Aquí y Hoy. Además, estuvo en el verano de 2008 en la revista FIT! El Tiempo Libre con Tücking en el cual, junto con un jurado, probó y juzgó tres deportes cada uno.

### Radio
En 1987 estuvo en la conducción de las transmisiones de radio en Bayerischer Rundfunk (Bayern 3). En 1988 se mudó a SWF3 en Baden-Baden, donde de 1989 a 1995 fue editora y presentadora del popular programa Pop Shop. Además, estuvo en la conducción de la revista nocturna Lollipop desde 1988 en SWF3, que se escuchó en las noches de sábado a domingo en el ARD Popnacht y  aumentó su popularidad en todo el país. De 1996 a 1998 fue responsable de la emisión temprana On como editora y presentadora.
Desde agosto de 1998, presentó el programa de la tarde en SWR3 al mediodía y el programa de música Intensiv. Además, ella estaba activa junto con dos colegas en la banda SWR3.
A principios de octubre de 2005, y en 2006 se presentó la ZDF en New Pop Festival en Baden-Baden, la entrega de premios de Mercedes-Benz y SWR3 Pioneer Premios Pop a los artistas que merecen con cada aparición en el escenario posterior. Tücking estaba firmemente trabajando en el programa desde 1998.

### Fallecimiento
Stefanie Tücking murió inesperadamente durante la noche del 1 de diciembre de 2018 en Baden-Baden, en el suroeste de Alemania, a los 56 años de edad. Un amigo la encontró en su cama, la causa de la muerte fue una embolia pulmonar y fue determinada por un forense. Tücking no tenía problemas de salud y no consumía sustancias ilícitas. Según su padre, visitaron un mercado de Navidad el jueves y el viernes —30 de noviembre— por la noche ella estuvo al aire por última vez.